# 파이널 컷 (1997년 영화)
《파이널 컷》(영어: One Eight Seven, 혹은 187)은 미국에서 제작된 케빈 레이놀즈 감독의 1997년 범죄 스릴러 드라마 영화이다. 새뮤얼 L. 잭슨 등이 출연하였고, 브루스 데이비 등이 제작에 참여하였다.

## 출연진
- 새뮤얼 L. 잭슨
- 존 허드
- 켈리 로언
- 클리프턴 콜린스 주니어
- 토니 플라나
- 카리나 아로야베
- 로보 서배스천
- 메소드 맨
- 캐스린 리 스콧

## 기타 제작진
- 배역: 매리언 도허티
- 미술: 스티븐 스토러
- 의상: 대릴 존슨